# AeroLAZ

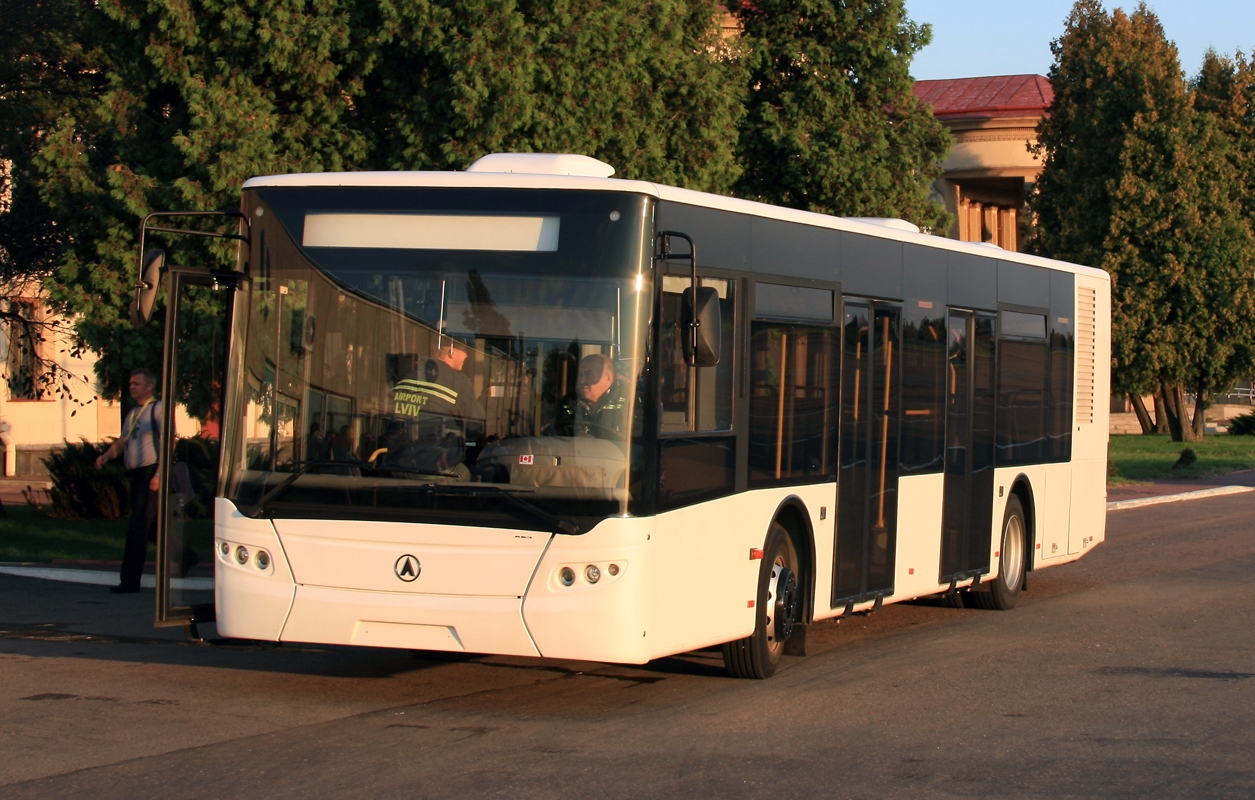
AeroLAZ ve městě Lvov

AeroLAZ je série letištních autobusů vyráběných ukrajinskou společností LAZ. Zcela nízkopodlažní autobusy s 13 sedadly jsou vybaveny motory MAN Euro 3. Vozidla jsou dodávány především do zemí bývalého Sovětského svazu, ale i do Rumunska. Vyrábějí se od roku 2004.